# Разгадка тайны пирамиды Хеопса
«Разгадка тайны пирамиды Хеопса» (фр. Khéops révélé, англ. Khufu Revealed) — фильм режиссёра Флоренс Тран, производства компаний Gedeon programmes, NHK и Dassault Systemes.

## Сюжет
Четыре с половиной тысячи лет назад древнеегипетская цивилизация, которая, по мнению учёных, не знала о железных строительных инструментах, колесах и шкивах, построила Великую пирамиду Хеопса. На протяжении веков техника её строительства оставалась неразгаданной тайной.
Но в последнее время французский архитектор Жан-Пьер Уден предложил революционную теорию: пирамиды, возможно, были построены изнутри. Использование самых передовых компьютерных технологий позволило профессиональному архитектору реконструировать в трёхмерной графике процесс строительства гробницы фараона Хеопса. Фильм «Разгадка тайны пирамиды Хеопса» позволяет оценить объективность теории строительства пирамиды Хеопса по методу Жан-Пьера Удена.

## В ролях
| Актёр            | Роль       |
| ---------------- | ---------- |
| Патрик Флоершейм | рассказчик |

## Награды
- В марте 2009 года фильм стал победителем Международного фестиваля фильмов по археологии, Рим — Италия (англ. International Archeological Film Festival of Rome – Italy) в категории «Лучший фильм по археологии» (англ. Best archeological film)[4].
- Гран-при фестиваля Кэпитал Голд (англ. Capital Gold, фр. Capitello d’Oro), Рим, март 2009 года[5].
- Приз «За лучшую технику» фестиваля «Кэпитал Голд» (англ. Capital Gold, фр. Capitello d’Oro), Рим, март 2009 года[5].